# Bernard z Kamence
Bernard III. z Kamence (1230? – 12. října 1296) byl míšeňský biskup z říšské ministeriálního rodu Vestů, rádce a diplomat ve službách vratislavských vévodů, braniborských markrabat a českého krále, jeden ze zakladatelů cisterciáckého kláštera Marienstern.

## Život

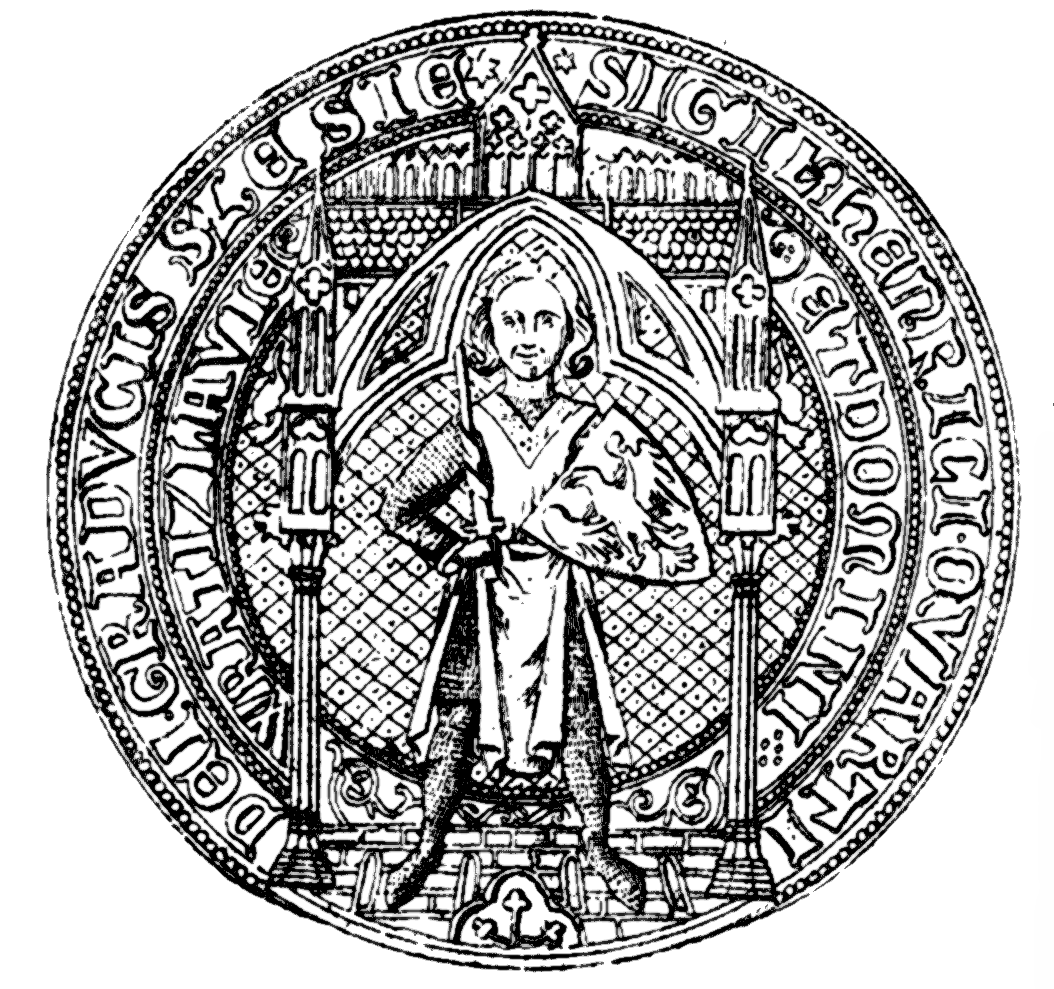
Jindřich IV. Probus, kníže vratislavský

Bernard z Kamence je poprvé písemně doložen roku 1248, kdy se společně se svou matkou a sourozenci podílel na založení mariensternského kláštera. Poté zřejmě studoval teologii v Itálii a podle klášterní tradice z Říma přivezl svaté ostatky. Roku 1262 se pohyboval na dvoře vratislavského vévody Jindřicha III. a poté na dvoře Oty Braniborského. Služby braniborského markraběte poté opustil a dal přednost Slezsku, kde se stal kancléřem vévody Jindřicha Probuse. Od roku 1268 byl děkanem a od roku 1276 proboštem míšeňské kapituly. V pozici vratislavského kancléře byl až do roku 1290. 
Jistě ne náhodou se po náhlém skonu svého pána Bernard z Kamence objevil na podzim 1290 na pražském královském dvoře a jako znalec slezsko-polských poměrů pomohl Václavovi při expanzi do Polska.  Vystřídal v pozici králova rádce Arnolda Bamberského, který Václava opustil po tažení na Krakovsko roku 1291 na znamení nesouhlasu se změnou kurzu české říšské politiky.

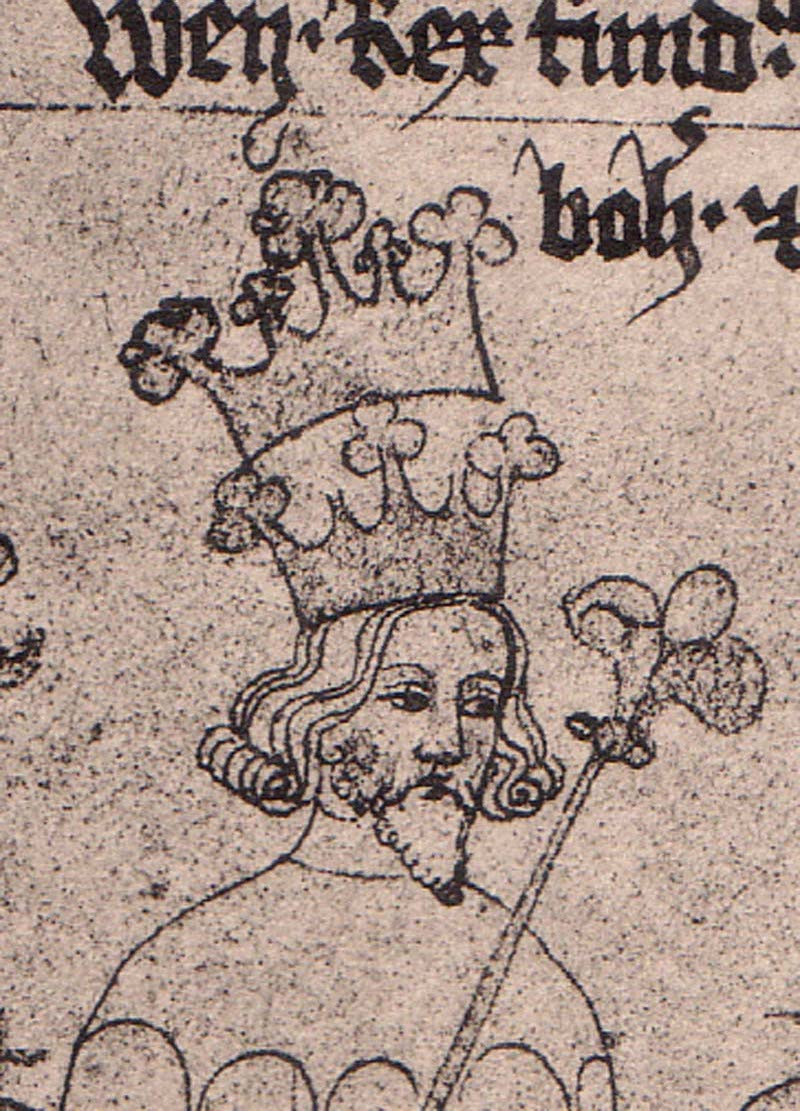
Václav II., král český a polský

Václav II. se rozhodl nepodpořit zvolení svého švagra Albrechta římským králem. Václava II. zastupoval při volbě, jež se konala v dubnu 1292, právě Bernard z Kamence i s doprovedem sestávajícím z předních velmožů českého království – Hynkem z Dubé, Dobešem z Bechyně a Albrechtem ze Žeberka. Česká diplomacie zde skutečně slavila úspěch – volbě Albrechta bylo úspěšně zabráněno.
| „                     | ...vyslal sám pan Václav jako jeden z mnoha říšských volitelů, protože se nemohl osobně zúčastnit volby krále, k té volbě místo sebe s neuvěřitelnou nádherou pana Bernarda, opata míšeňského, s ostatními šlechtici království, aby ho při té volbě zastupovali a usilovně zabránili jeho švagrovi, totiž rakouskému vévodovi, dosáhnout říšské koruny. | “ |
| — Zbraslavská kronika | |   |

Mezi kurfiřty se po vystoupení české strany rozhořely spory. Nastalá situace měla být vyřešena předáním všech hlasů do rukou mohučského arcibiskupa. Ten pak k překvapení prohabsburského falckraběte Ludvíka, jenž očekával podporu habsburské strany, zvolil novým králem hraběte Adolfa Nasavského.
V březnu 1294 byl Bernard z Kamence zvolen míšeňským biskupem. Zde pokračoval, byť omezeně, v podpoře českého krále a v létě 1294 mu prodal hrad a město Pirnu, střežící cestu k Drážďanům.
Sehrál důležitou roli také při výběru místa pro založení Zbraslavského kláštera, kdy byl poradcem cisterciáckých opatů a také se zúčastnil vyslání mateřského konventu ze Sedlce. Založení konventního chrámu se již nedočkal, zemřel na podzim roku 1296 a byl pohřben v klášteře Marienstern. Zachoval se renesanční Bernardův epitaf, jenž jej zpodobňuje jako míšeňského biskupa a zakladatele kláštera a iluminovaný rukopis Lekcionář Arnolda Míšeňského, pro který Bernard objednával výzdobu.
V roli Václavova rádce Bernarda vystřídal Petr z Aspeltu a cisterciáčtí opaté Konrád s Heidenreichem.